# 260-й важкий бомбардувальний авіаційний полк (Україна)
260-й важкий бомбардувальний авіаційний полк (260 ВБАП) — військове формування Повітряних сил України, що існувало в 1992—1993 роках. Полк мав на озброєнні надзвукові стратегічні реактивні бомбардувальники Ту-22М3 та Ту-16К.

## Історія
Командир полку полковник А.Я. Фомін на початку 1992 року під виглядом навчань перегнав до Бобруйська ескадрилью надзвукових ракетоносців Ту-22МЗ. На Фоміна та його заступника підполковника А.В. Корнійчука прокуратура відкрила кримінальну справу і ці офіцери терміново покинули Україну.[джерело?]
На початку 1992 року шість літаків 260 ВБАП тимчасово базувалися на базі Бобруйськ. В результаті вони не повернулися в Україну, а були передані разом із матеріальною частиною 200 ВБАП, що виводився в РФ з Білорусі.
На 1993 рік на озброєнні полку знаходилися бомбардувальники Ту-22М3 и Ту-16К (станом на 1991-й рік, в складі полку було 18 Ту-22М3 и 23 Ту-16К).[джерело?]
У тому ж 1993 році, в межах реорганізації та скорочення ВПС України, почалося розформування полку, при цьому бомбардувальники Ту-22М3 були перегнані до аеродрому Прилуки, де стали на озброєння 184-го гвардійського важкого бомбардувального авіаціоного полку. Бомбардувальники ж Ту-16 були знято з озброєння і передано до утілізації на авіаремонтні підприємства.